# Микаило Вуковић
Микаило Вуковић (1924 - ?) био је одликовани борац Другог свјетског рата, командант бригаде и носилац Партизанске споменице 1941.

## Биографија
Рођен је 1924. године у селу Сјетлини. Још у августу 1941. године иако малољетан прикључио се борцима за чување села од усташа. У то вријеме идеолошки још неподијељеној војсци у којој је био боравиште је била Равна планина. Те прве године Другог светског рата било је седам покушаја Нијемаца и усташа да продру од Стамбулчића према Подграбу и сви су одбијени од стране Микаилове јединице. Са својим саборцима је спречавао да се обловина из овдашњих шума одвлачи за ратне потребе окупатора и усташа.
Микаило је припадао Сјетлинској чети, чији је командир био Владимир Јанковић. По Вуковићевој тврдњи у то време ниједном није дошло до ратних сукоба између четника и партизана у његовом крају. У октобру 1944. године његова 20. романијска бригада онеспособила је жељезничку пругу између Стамбулчића и Сјетлине чиме је задан тежак ударац окупатору. Због овога је крајем новембра 1944. године Микаило унапријеђен у чин заставника на дужности командира чете. Понуђено му је да се активира у војсци, али је он то одбио.
У вријеме обнове земље послије рата Микаило је радио на изградњи пруге Шамац — Сарајево као замјеник команданта бригаде. Учествовао је и у изградњи хидроцентрале у Месићима, а потом на сјечи шуме на Зеленгори. Игману, Сокоцу, код Рудог. Код Рудог је био командант бригаде.
Од 1947. до 1948. године био је предсједник мјесног одбора Подграба, а у вријеме када је грађен Задружни дом, био је предсједник Грађевинског одбора. Активно је учествовао и у електрификацији Пограба и околних села, као и у изградњи водовода. Био је активан и за вријеме XIV Зимских олимпијских игара .
За исказану храброст у рату и прегалаштво у миру Микаило је добио сљедећа одликовања: Медаљу за војне заслуге, Медаљу заслуга за народ, двије Медаље за храброст, спомен-плакету Скупштине града Сарајева, Признање Комитета XIV зимских олимпијских игара, Захвалницу Општинског штаба Цивилне заштите, као и црквене општине Пале и Одбора за изградњу цркве у Подграбу.